# Geocharis moscatelus
Geocharis moscatelus – gatunek chrząszcza z rodziny biegaczowatych i podrodziny Trechinae.

## Taksonomia
Gatunek ten został opisany w 2001 roku przez Artura R. M. Serrano i Carlosa A. S. Aguiara

## Opis
Chrząszcz bezoki i bezskrzydły. Pokrywy 1,7 razy dłuższe niż szerokie, a ich górna część (dysk) z dwiema parami szczecinek: przednią i tylną. Wewnętrzna krawędź tylnych ud nieuzbrojona (bez ząbków). W widoku bocznym środkowy płat edeagusa łukowaty i niepowiększony przed wierzchołkiem, a zarówno w widoku bocznym jak i grzbietowym jego wierzchołek zaokrąglony. Wewnętrzny woreczek edeagusa z zakręconym, łukokształtnym sklerytem. Lewa paramera z dwoma szczecinkami wierzchołkowymi i o krawędzi grzbietowo-nasadowej silniej rozwiniętej niż u G. submersus.

## Rozprzestrzenienie
Gatunek palearktyczny, endemiczny dla Portugalii, gdzie występuje w Serra da Arrabida.